# Écureuil
Pour les articles homonymes, voir Écureuil (homonymie).
Taxons concernés
Dans la famille des Sciuridae :
- genre Myosciurus (écureuils pygmées d'Afrique) ;
- genre Sciurus (écureuils communs, 
dont l'écureuil roux d'Eurasie et l'écureuil gris) ;
- genre Tamias 
 (dont les écureuils de Corée) ;
- genre Tamiasciurus 
(écureuils roux d'Amérique du Nord) ;
- genre Ratufa (écureuils géants) ;
- genre Spermophilus 
(écureuils terrestres - certaines espèces) ;
- etc.

Écureuils volants :
- voir l'article dédiémodifier

Le terme écureuil [ekyʁœj] est un nom vernaculaire ambigu qui désigne en français de nombreuses espèces de rongeurs grimpeurs de taille moyenne, parfois même « volants ». Leur queue, plus ou moins touffue selon les espèces, forme un panache ou un plumeau caractéristique. Ils appartiennent presque tous à la famille des Sciuridés, qui comprend aussi les chiens de prairies et les marmottes, mais quelques écureuils volants font partie de la famille des Anomaluridés. 
La queue en panache de l'écureuil et son acharnement à faire des provisions pour l'hiver ont contribué à sa popularité et en ont fait un animal emblématique souvent présent dans la symbolique et la culture.

## Étymologie
Le terme écureuil est issu du latin populaire *scūriolus, dérivé du latin impérial sciūrus, lui-même emprunté au grec ancien σκίουρος / skíouros, composé de σκιά / skiá, « ombre » et d'οὐρά / ourá, « queue » : « qui fait de l'ombre avec sa queue ». Suivant les régions et les époques, le mot est attesté sous différentes formes : escureul, escuireul, escuriel, escuriuel.

## Systématique
Les écureuils appartiennent le plus souvent à la famille des Sciuridae qui comprend aussi des animaux appelés funisciures, héliosciures, tamias et parfois rats (ex. rat palmiste).
- le genre Sciurus en est le représentant principal et se rencontre un peu partout dans le monde ;
- le genre Epixerus ;
- le genre Myosciurus comporte des écureuils pygmées d'Afrique ;
- le genre Tamias comprend, entre autres, deux espèces commercialisées sous le nom d'Écureuil de Corée ;
- le genre Tamiasciurus est celui des écureuils roux, présents en Amérique du Nord ;
- le genre Ratufa, présent en Asie, comporte des animaux appelés écureuils géants ;
- le genre des Spermophiles (Spermophilus) inclut quelques espèces appelées écureuils et sont considérés comme écureuils terrestres ;
- la sous-famille des Pteromyini (vrais écureuils volants) ;
- etc.

D'autres écureuils volants sont des rongeurs de la famille des Anomaluridae.

## Description
Il y a 58 genres et 285 espèces.
Leur taille varie de 13 cm pour les écureuils pygmées d'Afrique à 90 cm pour les écureuils géants d'Asie. Leur queue, plus ou moins touffue selon les espèces, forme un panache ou un plumeau caractéristique; ils ont la faculté de sauter de branche en branche.

## Physiologie, comportement et écologie
Les caractéristiques générales des écureuils sont celles des rongeurs de la famille des Sciuridés, ou des Anomaluridés pour certains écureuils volants, avec des nuances pour chaque espèce. 56 % sont arboricoles, 12,5 % sont terrestres et 31,5 % volantes. Ils ne sont absents que d'îles et de certains archipels, de l'Australie, de l'Antarctique et de la pointe sud de l'Amérique, ainsi que d'une zone concernant l'Est de l'Afrique du Nord et une partie du Moyen-Orient.
Leur régime alimentaire varie selon l'habitat et la saison : cônes de résineux et fruits à coque (glands, noisettes) qui constituent leur principale source alimentaire, bourgeons, fleurs et fruits d'une grande variété. À la fin de l'été, ils peuvent amasser des fruits dans des caches et contribuer à la dissémination des graines lorsqu'ils ne récupèrent pas ces ressources alimentaires. Le pillage de leurs greniers par des compétiteurs est fréquent, ce qui explique la stratégie de tromperie adoptée par certaines espèces qui conçoivent des caches vides au sein de sites potentiels pour décourager les voleurs .
Les écureuils vont généralement avoir une à deux portées dans l'année. Le nombre de petits issus de ces portées dépendra de l'espèce. Bien que les petits voient le jour sans fourrure, aveugles et sans dents, ils grandissent vite pour arriver à l'aspect que nous connaissons.
Sur tous les continents, en raison de leur mode de vie, les écureuils semblent jouer des fonctions écosystémiques importantes, notamment en « oubliant » des graines qui germent d'autant mieux qu'elles sont parfois enterrées par ces animaux dans des trous où elles sont mises en contact avec des champignons symbiotes. On a récemment montré que les écureuils consomment (de nuit surtout pour certaines espèces et toute l'année pour les espèces testées) dans les régions froides et tempérées une grande quantité de champignons, contribuant ainsi à la propagation des spores de ces champignons, dont certains ne font que des fructifications souterraines (truffe du cerf par exemple).

Quelques espèces d'écureuils
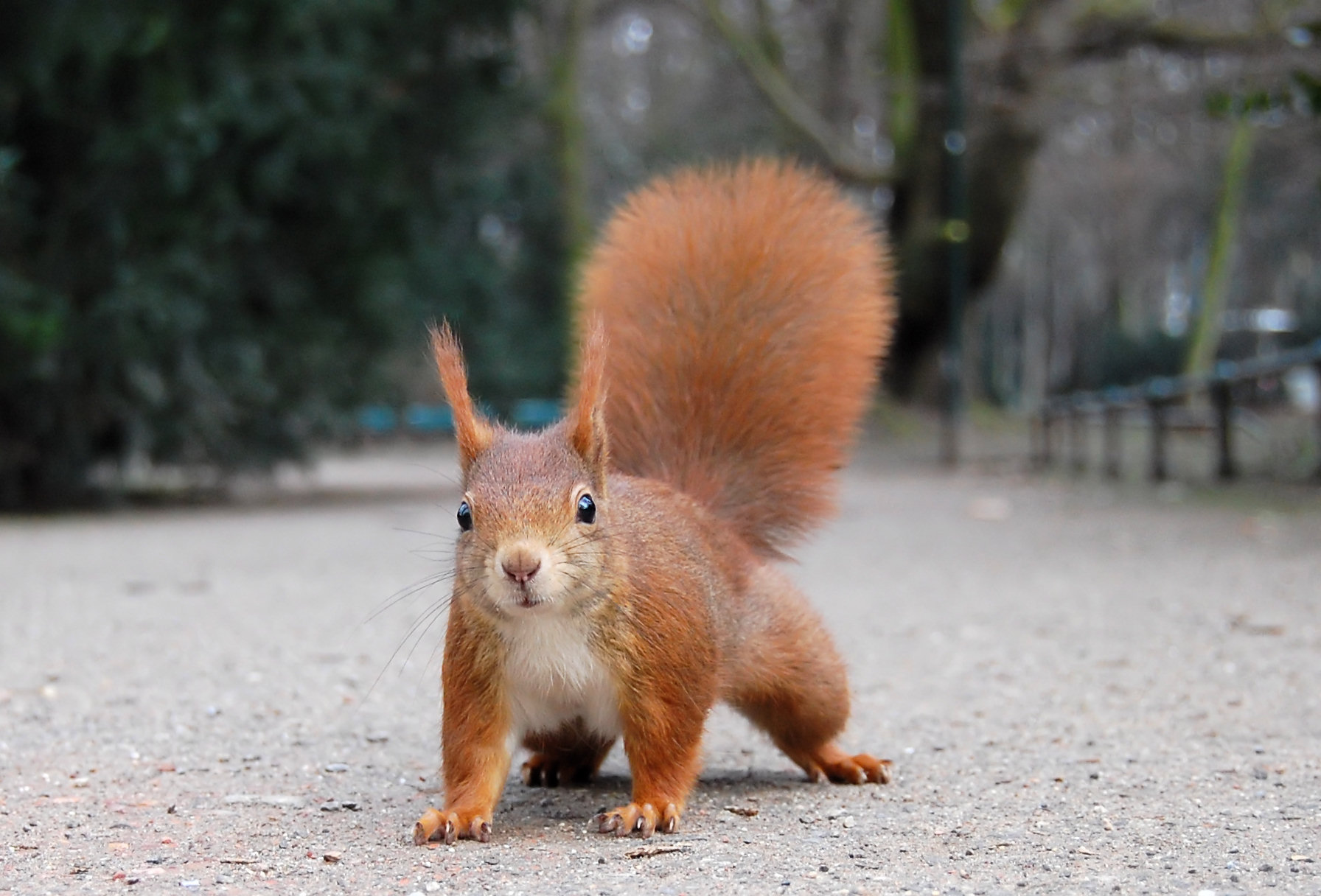
Écureuil roux ou écureuil d'Eurasie, commun en Europe.
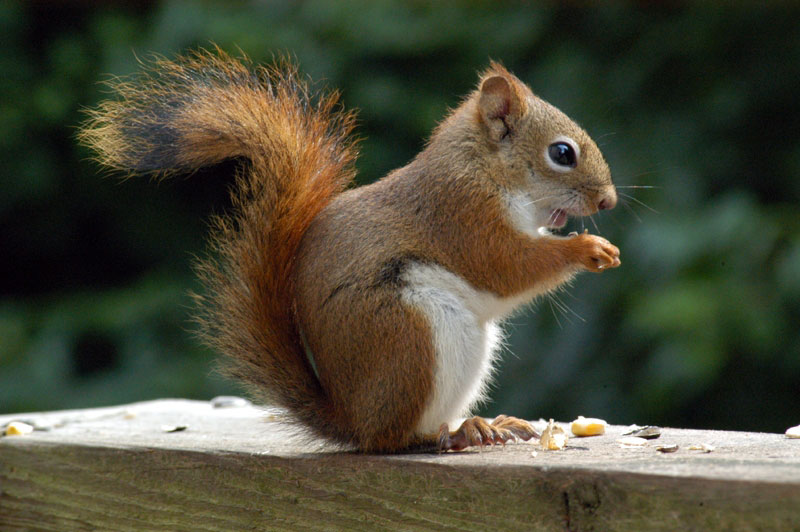
Écureuil roux américain.
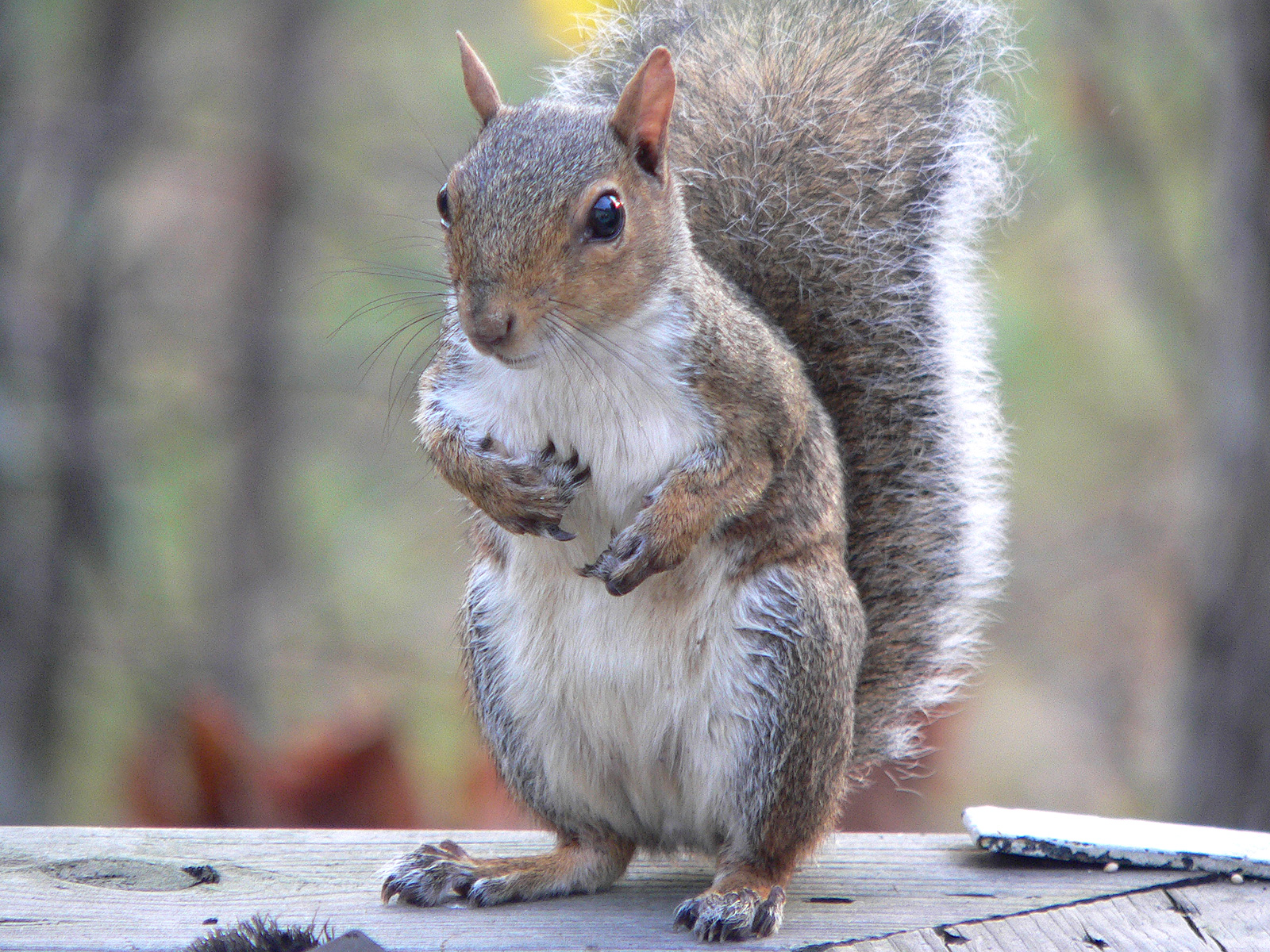
Écureuil gris, écureuil américain, invasif en Europe.
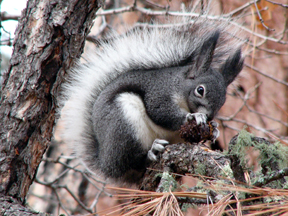
Écureuil d'Abert.
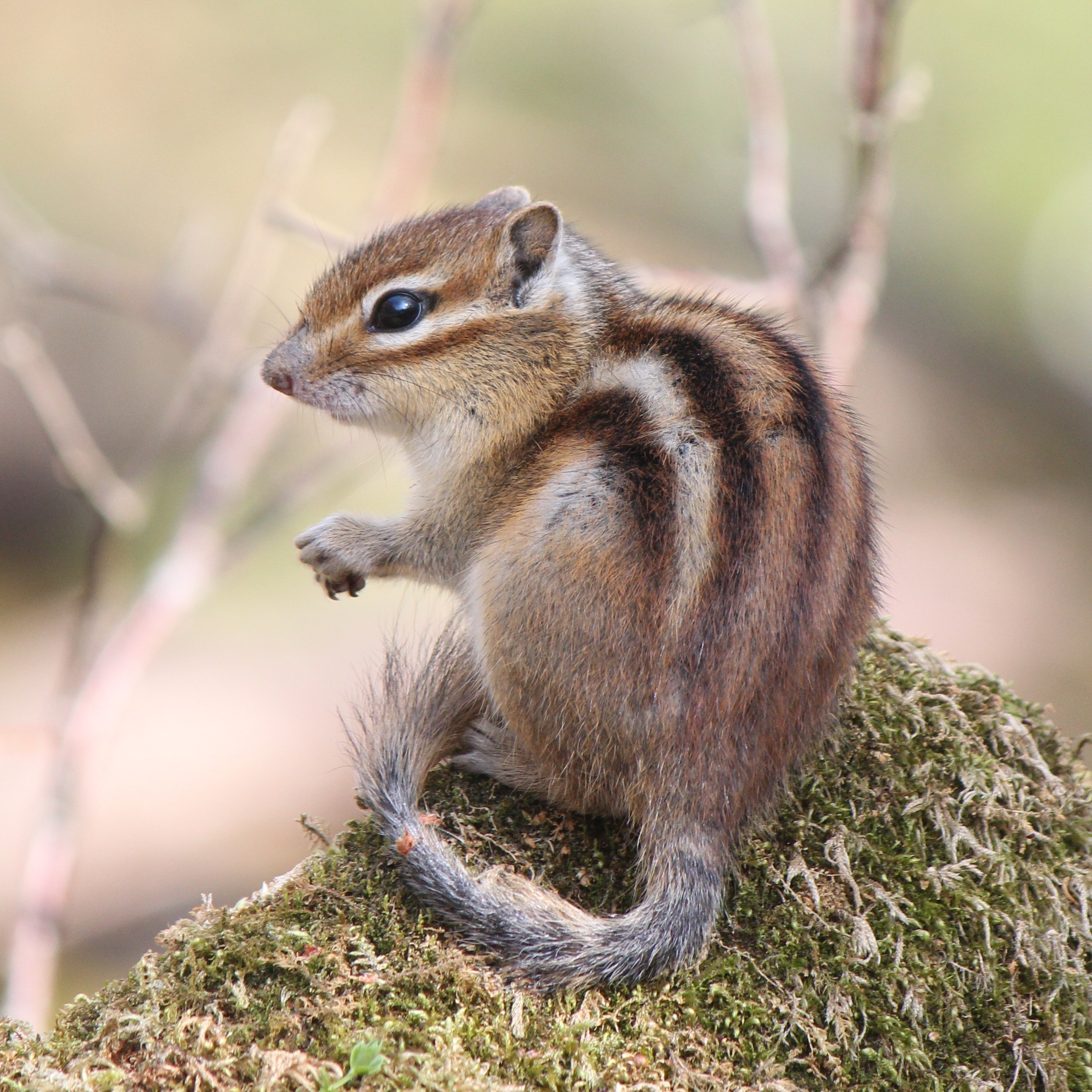
Écureuil de Corée, parfois vendu en animalerie.
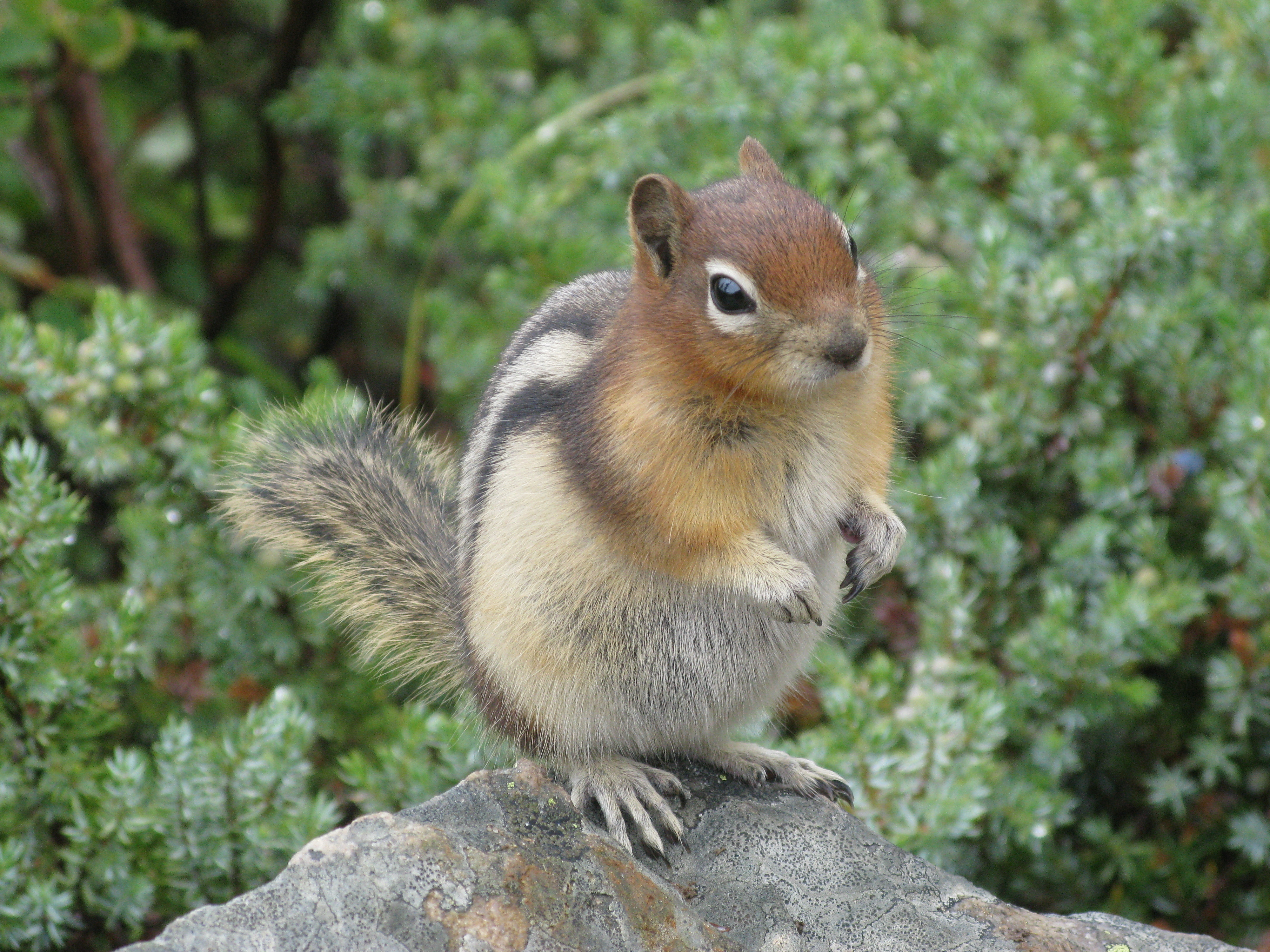
Écureuil terrestre doré.
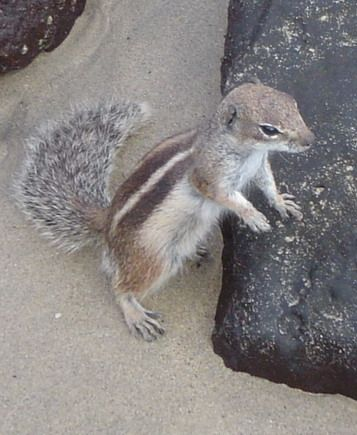
Écureuil de Barbarie.
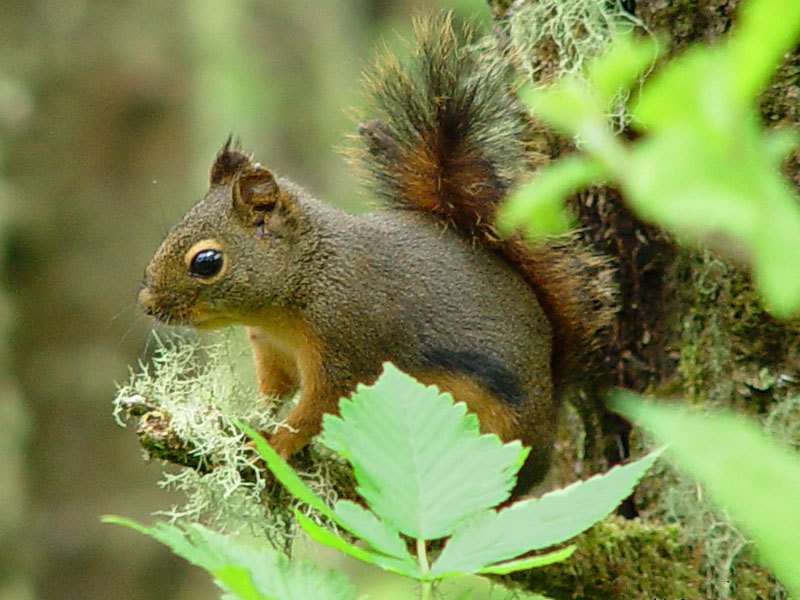
Écureuil de Douglas.
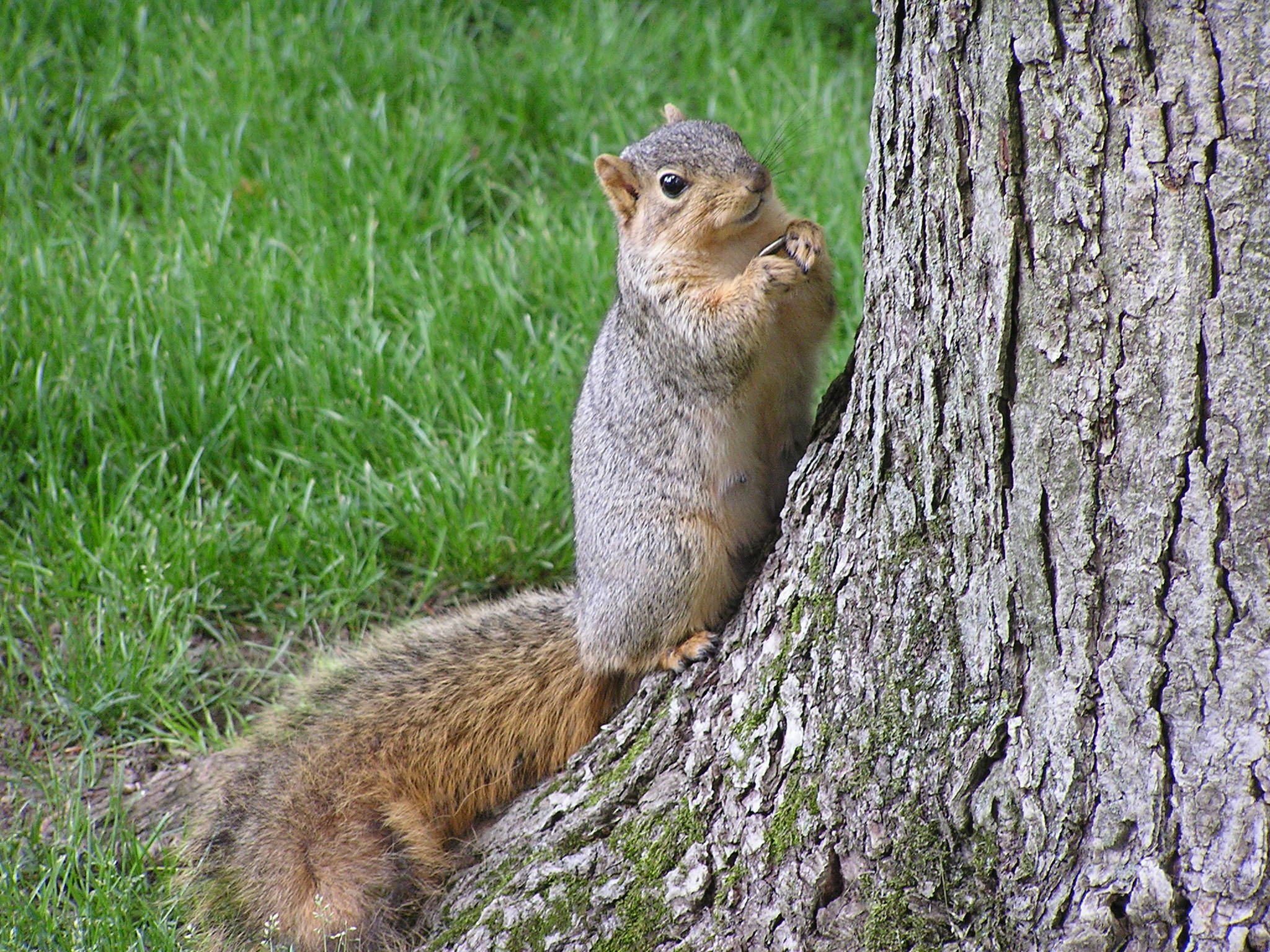
Écureuil fauve, espèce très commune en Amérique du Nord.
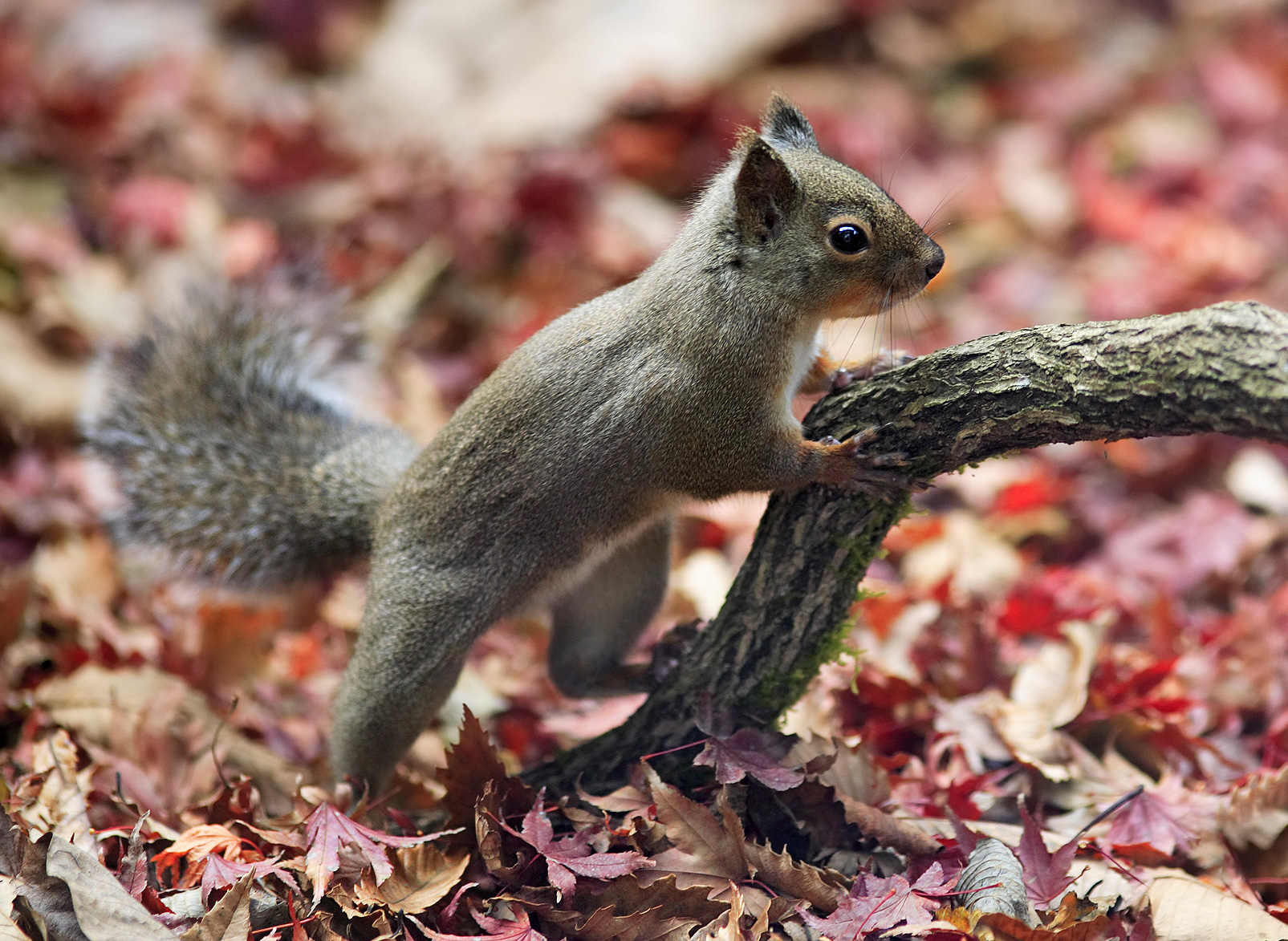
Écureuil du Japon.
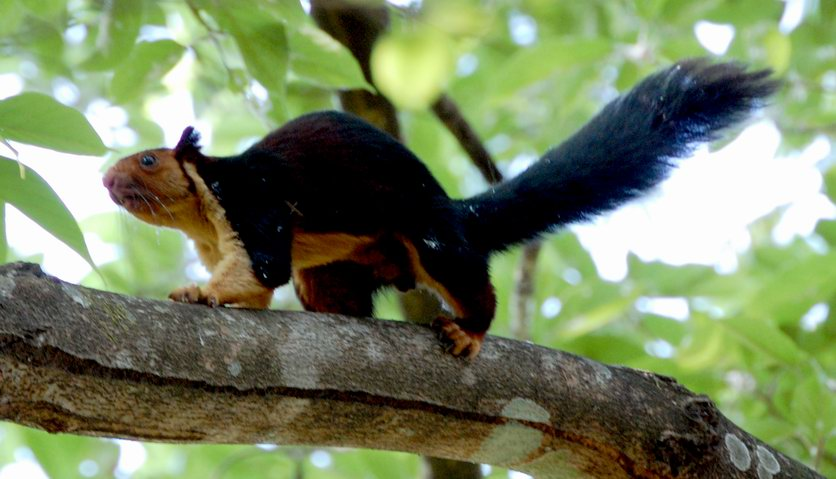
Écureuil géant de l'Inde.

## Noms français et noms scientifiques correspondants
Liste alphabétique des noms vulgaires ou des noms vernaculaires attestés en français.

Note : certaines espèces ont plusieurs noms et, les classifications évoluant encore, certains noms scientifiques ont peut-être un autre synonyme valide. En gras, les espèces les plus connues des francophones.
- Écureuil d'Abert - Sciurus aberti
- Écureuil d'Alexandre - Paraxerus alexandri
- Écureuil d'Allen - Sciurus alleni
- Écureuil-Antilope - Ammospermophilus spp
- Écureuil de Barbarie (ou de Berberie[8]) - Atlantoxerus getulus[9]
- Écureuil des bois de Boehm - Paraxerus boehmi
- Écureuil de Bolivie - Sciurus ignitus
- Écureuil du Brésil - Sciurus gilvigularis
- Écureuil de Carruther - Funisciurus carruthersi
- Écureuil de Collie - Sciurus colliaei
- Écureuil de Colombie - Sciurus pucheranii
- Écureuil de Corée  - Tamias sibiricus (Eurasie) ou Tamias striatus (Amérique)
- Écureuil de Deppe - Sciurus deppei[10]
- Écureuil d'Ebi - Epixerus ebii[10]
- Écureuil d'Eurasie - Sciurus vulgaris
- Écureuil fauve - Sciurus niger
- Écureuil du Fernando Po - Paraxerus poensis-
- Écureuil de Finlayson - Callosciurus finlaysonii
- Écureuil fouisseur de Barbarie - Atlantoxerus getulus[9]
- Écureuil de Gambie - Heliosciurus gambianus
- Écureuil géant - Ratufa spp[10]. et par extension le plus commun du genre: Ratufa affinis[11]
- Écureuil géant de Ceylan - Ratufa macroura[10]
- Écureuil géant commun - Ratufa affinis[10]
- Écureuil géant gris - Ratufa macroura[10]
- Écureuil géant de l'Inde - Ratufa indica[10]
- Écureuil géant de Malaisie - Ratufa bicolor[10]
- Écureuil gétule - Atlantoxerus getulus[9]
- Écureuil gris - Sciurus carolinensis
- Écureuil gris d'Arizona - Sciurus arizonensis
- Écureuil gris de Caroline - Sciurus carolinensis
- Écureuil gris du Mexique - Sciurus aureogaster
- Écureuil du Guayaquil - Sciurus stramineus
- Écureuil de la Guyane - Sciurus aestuans
- Écureuil des Indes - Sciurus indicus ou Sciurus palmarum
- Écureuil du Japon - Sciurus lis
- Écureuil du Junin - Sciurus pyrrhinus
- Écureuil multicolore - Sciurus variegatoides
- Écureuil du Nayarit - Sciurus nayaritensis
- Écureuil occidental - Sciurus griseus
- Écureuil des palmiers - Epixerus ebii[10]
- Écureuil palmiste - Epixerus ebii[10] ou Funambulus spp.
- Écureuil de Perse - Sciurus anomalus
- Écureuil de Peter - Sciurus oculatus
- Écureuil des Pins - Sciurus deppei[10]
- Écureuil pygmée (d'Afrique) - Myosciurus pumilio
- Écureuil à queue de cheval - Sundasciurus hippurus[11]
- Écureuil à queue rouge - Sciurus granatensis
- Écureuil de Raffles - Ratufa affinis[10]
- Écureuil de Richmond - Sciurus richmondi
- Écureuil des rochers - Spermophilus variegatus
- Écureuil roux - Sciurus vulgaris (Europe) ou Tamiasciurus hudsonicus (Amérique)
- Écureuil roux du Canada - Sciurus hudsonius
- Écureuil roux du nord de l'Amazonie - Sciurus igniventris
- Écureuil roux du sud de l'Amazonie - Sciurus spadiceus
- Écureuil du Sanborn - Sciurus sanborni
- Écureuil de terre à quatre raies - Lariscus hosei[11]
- Écureuil de terre à tête de musaraigne - Rhinosciurus laticaudatus[11]
- Écureuil de terre à trois raies - Lariscus insignis[11]
- écureuil terrestre - certains spermophiles au sein du genre Spermophilus
- Écureuil terrestre Arctique - Spermophilus parryii
- Écureuil terrestre de Californie - Spermophilus beecheyi
- Écureuil terrestre à manteau doré - Spermophilus lateralis
- Écureuil terrestre de Franklin - Spermophilus franklinii
- Écureuil terrestre du Mexique - Spermophilus mexicanus
- Écureuil terrestre nord-africain - Atlantoxerus getulus[9]
- Écureuil terrestre à queue ronde - Spermophilus tereticaudus
- Écureuil terrestre de Washington - Spermophilus washingtoni
- Écureuil du Venezuela - Sciurus flammifer
- Écureuil à ventre rouge - Callosciurus erythraeus
- écureuil volant  - qualifie la famille des Anomaluridés ou la sous-famille des Pteromyinés
- Écureuil de Wilson - Epixerus wilsoni
- Écureuil du Yucatán - Sciurus yucatanensis
- Grand écureuil de Stanger - Protoxerus stangeri
- Écureuil Fouisseur d'Afrique
- etc.

## État, pressions (et réponses), dynamiques de populations
De nombreuses espèces sont en régression du fait de la dégradation ou destruction ou fragmentation écologique de leur habitat. Le phénomène de mortalité animale due aux véhicules peut être limité par la construction d'« écureuilloducs » (passerelles de cordes faisant efficacement office d'écoduc leur permettant de traverser les routes en sécurité).
Quelques espèces introduites ou s'étant adaptées aux contextes urbains prospèrent (ex : écureuil gris en Angleterre), au détriment de l'écureuil roux en Europe (Royaume-Uni et Italie principalement) qui régresse face à l'écureuil gris considéré comme invasif et qui fait aussi des dégâts sur les arbres qu'il écorce en période de sécheresse (pour boire la sève semble-t-il).
Des études récentes montrent que beaucoup d'écureuils sont significativement mycophages. La régression des champignons, en particulier en forêt gérée avec la régression du bois-mort et de la naturalité des milieux, ou l'empoisonnement par bioaccumulation de métaux ou radionucléides bioconcentrés par les champignons (à la suite des retombées des essais nucléaires, puis de la catastrophe de Tchernobyl par exemple), ou à la suite de l'intensification des pratiques sylvicoles,, cette régression donc, pourrait peut-être expliquer la régression de certaines populations d'écureuils. La construction d'écuroducs a été entreprise, par endroits, pour éviter le fractionnement des populations.

## L'écureuil dans la culture

### Symbolisme de l'écureuil

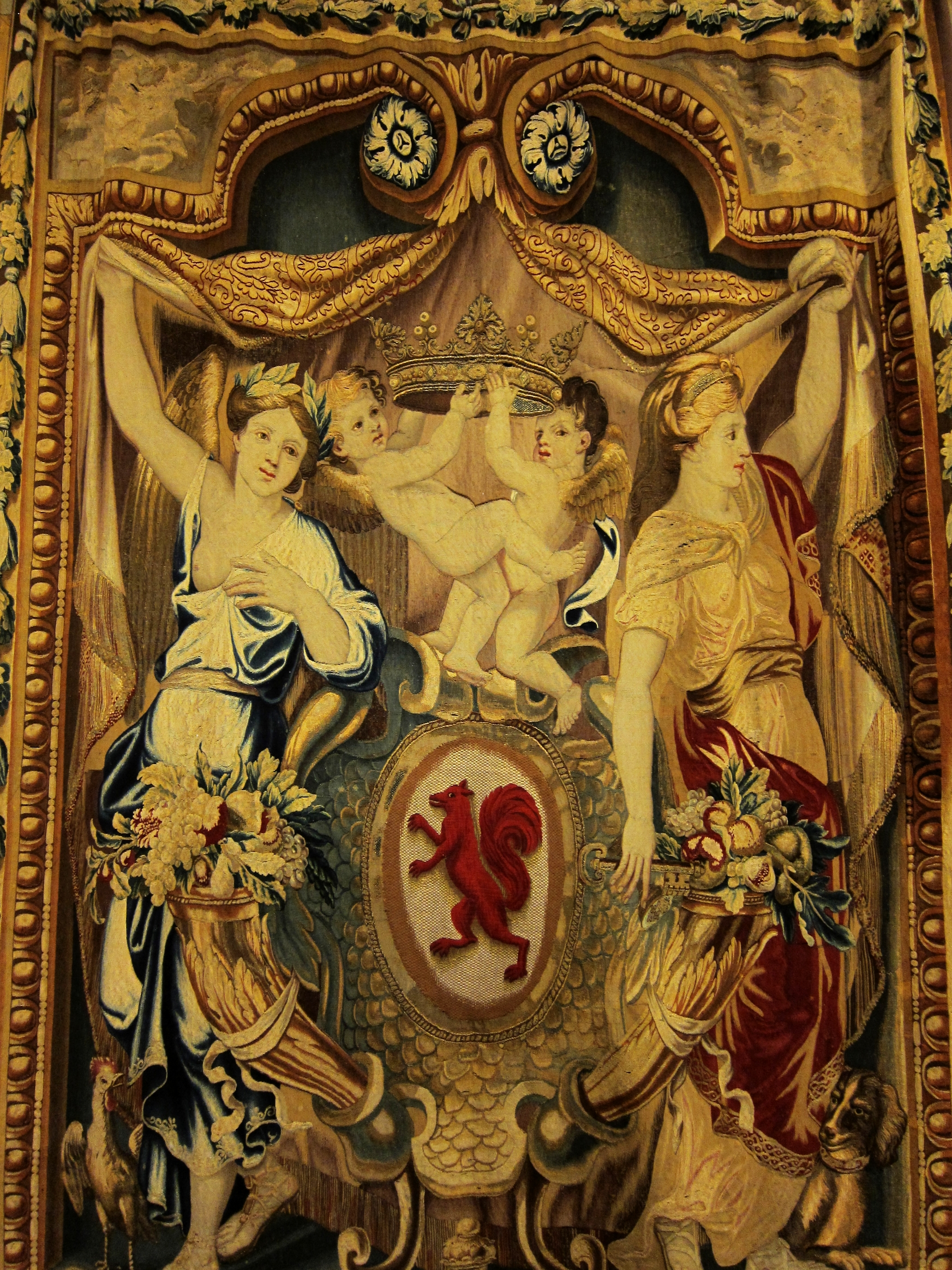
Tenture marquée de l'écureuil de Nicolas Fouquet au château de Vaux-le-Vicomte.

Blason d'un quartier de Tübingen.

En Europe, les écureuils étaient considérés autrefois avec une grande méfiance. Les mythes des Germains du Nord relatent l'existence d'un écureuil appelé Ratatöskr (« dent de rat ») qui ne cessait de monter et de descendre sur le tronc de l'arbre du monde Yggdrasil (voir Frêne) et semait la discorde entre l'aigle installé sur sa cime et le serpent Nidhogr, en racontant à chacun ce que l'autre avait dit de lui. L'écureuil fut aussi rapproché du dieu germain Loki. Cet animal roux qui fuit sans cesse à toute vitesse et ne se laisse jamais attraper fut considéré à l'époque chrétienne comme une véritable incarnation du Diable.
Pour les autochtones d'Amérique, avoir la force de l'écureuil se dit de l'homme qui est toujours en mouvement. Rêver d'un écureuil est une invitation à se préparer pour un grand changement. Il apprend aussi à réserver son énergie pour un besoin ultérieur mais aussi à réserver son jugement pour l'avenir.
En héraldique, l'écureuil est le symbole de la prévoyance, de l'agilité, de la vivacité et de l'indépendance ou bien encore des contrées boisées. S'il est d'azur, il symboliserait la foi dans le commerce, s'il est de sable il symboliserait « un homme juste qui corrige les vices ».
Nicolas Fouquet, intendant général des finances de Louis XIV, portait sur ses armes un écureuil (fouquet en dialecte gallo) accompagné de la devise Quo non ascendet ? (« Jusqu'où ne montera-t-il pas ? » en latin).
L'image de l'écureuil accumulant ses noisettes est souvent associée à l'idée d'épargne, ce qui explique le logo du Groupe Caisse d'épargne.
Cet animal est également l'emblème de l'équipe nationale de football du Bénin.

### L'écureuil dans la culture populaire
C'est un terme qui entre dans la composition de plusieurs noms vernaculaires de poissons (comme merluche-écureuil, le genre Sargocentron), d'autres mammifères (comme singe-écureuil) et d'un papillon de nuit.
En Normandie, l'écureuil est appelé « jaquet », à l'origine de l'expression « dès le potron-jaquet » ou « patron-jaquet » pour dire « de grand matin », sur le modèle de l'expression « dès potron-minet ».
Autre expression : « agile comme un écureuil »[réf. souhaitée].
Selon les croyances populaires suisses, l'écureuil est aussi appelé « Heidi ». En effet, selon la légende, « Heidi » aurait recueilli un écureuil en descendant chercher du lait en bas de la vallée[réf. souhaitée].
Par analogie avec les anciennes cages destinées à maintenir ces animaux en captivité, incluant généralement une roue pour leur permettre de faire de l'exercice, on nomme familièrement les grues médiévales à roue une « cage à écureuil ».
L'écureuil est un élément récurent dans la peinture américaine du XVIIIe siècle, cet animal étant devenu un symbole de raffinement dans les portraits coloniaux américains, comme Le Garçon à l'écureuil de John Singleton Copley (1765). 